# فرناندو ألاركون
فرناندو ألاركون (بالإسبانية: Fernando Alarcón)‏ هو رياضي ولاعب كرة قدم أرجنتيني، ولد في 16 يونيو 1994 في فينادو تيورتو في الأرجنتين. لعب مع روزاريو سنترال.

## وصلات خارجية
- فرناندو ألاركون على موقع قاعدة بيانات كرة القدم.إي يو (الإنجليزية)
- فرناندو ألاركون على موقع Soccerway.com (الإنجليزية)